# Erasmo Bartoli
Erasmo Bartoli   (Gaeta, 1 de juliol de 1606 - Nàpols, 15 de juliol de 1656) fou un compositor, organista i mestre italià, també conegut com a Pare Raimo o Pare Erasme.
Erasmo Bartoli era un religiós de l'Oratori de Sant Felip Neri i per això sobrenomenava "Filippino". Va ser organista i professor a la "Pietà dei Turchini" de Nàpols, on va tenir com a alumnes, entre d'altres, Giovanni Salvatore i Francesco Provenzale. La música de Bartoli, inspirat en Palestrina també va influir en el jove Giovanni Battista Pergolesi, que va dir haver sentit, un segle més tard, a l'església dels Pares de l'Oratori (filipins) de Nàpols.
Va morir de pesta l'any 1656.

## Obres
- Messa per S.Filippo Neri, per a cor a 4 veus i complement instrumental.
- Mottetti per le Quarantore.
- Quaranta hores amb música per a quatre corals.

## Discografia
- Salmo su Vespro Solenne (Napoli 1632). con opere di G. M. Sabino, Majello. (Symphonia 91S04) 1993